# Spørg Paris
|  | Denne artikel er oprettet af botten Steenthbot ud fra en ekstern database. Den kan derfor have sproglige fejl eller mangler. Denne skabelon kan fjernes efter kontrol af indholdet. |

Spørg Paris er en dansk undervisningsfilm fra 1968 instrueret af Henning Nystad.

## Handling
To medlemmer af Det gastronomiske Akademi, dr. phil. Jens Kruuse og professor dr. phil. Knud Hannestad, spiser sig igennem flere retter i Paris. Budskabet er: hent inspiration og ideer med hjem fra rejser og lav fremmed mad - med danske produkter - i Deres eget køkken. Filmen blev købt af Mejeribrugets Hjemmemarkedsudvalg til undervisnings- og foreningsbrug.